# Тун и Гогенштейн
Тун и Гогенштейн (Тун-Гогенштейн, нем. Thun und Hohenstein, произносится: Тун унд Хоэнштайн; чеш. Thun-Hohenštejnové) — австрийский дворянский род.
Старинная австрийская дворянская семья, владеющая значительными поместьями в Тироле, Саксонии и всего более в Богемии, получившая графское достоинство Священной Римской империи в 1629 году.
Известные представители рода:
- граф Леопольд Леонард Раймунд фон Тун-Гогенштейн (1748—1826) — последний князь-епископ Пассау.
- граф Фридрих фон Тун-Гогенштейн (1810—1881) — австрийский политический деятель и дипломат; внучатый племянник предыдущего.
- граф Леопольд фон Тун-Гогенштейн (1811—1888) — австрийский государственный деятель; младший брат предыдущего.
- граф Гвидо фон Тун-Гогенштейн (1823—1904) — австрийский политический деятель; по окончании курса юридических наук служил в посольствах сперва в Мюнхене, потом в Париже, Брюсселе, Гааге, Петербурге. В 1860—66 годах был посланником в Мексике, в 1866—67 годах — в Ганзейских городах. В 1867 году вернулся в Богемию, где был избран в богемский ландтаг, а этим последним выбран в палату депутатов рейхсрата. В 1872 году был назначен пожизненным членом Палаты господ. Принадлежал к наиболее умеренным членам феодальной партии.
- князь Франц-Антон фон Тун-Гогенштейн (1847—1916) — австрийский политический деятель; старший сын Фридриха.
- граф Галеаццо Мария фон Тун-Гогенштейн (1850—1931) — великий магистр Мальтийского ордена (1905—1931).
- Роза Тун[пол.] (род. 1954, урожд. Возняковска (пол. Woźniakowska); полностью — Роза Мария, графиня фон Тун-унд-Гогенштейн) — польская публицист, член Европарламента (с 2004 года).
- Макс фон Тун (род. 1977; полностью — Максимилиан Ромедио Йоханн-Эрнст, граф фон Тун-унд-Гогенштейн) — австрийский актёр и телеведущий; праправнук Фридриха.